# Canton du Gosier
Le canton du Gosier est une circonscription électorale française située dans le département et région de la Guadeloupe.

## Histoire
Le canton du Gosier est supprimé par le décret n°85-131 du 29 janvier 1985 créant les cantons du Gosier-1 et du Gosier-2.
Un nouveau découpage territorial de la Guadeloupe entre en vigueur à l'occasion des premières élections départementales suivant le décret du 24 février 2014. Les conseillers départementaux sont, à compter de ces élections, élus au scrutin majoritaire binominal mixte. Les électeurs de chaque canton élisent au Conseil départemental, nouvelle appellation du Conseil général, deux membres de sexe différent, qui se présentent en binôme de candidats. Les conseillers départementaux sont élus pour 6 ans au scrutin binominal majoritaire à deux tours, l'accès au second tour nécessitant 12,5 % des inscrits au 1er tour. En outre la totalité des conseillers départementaux est renouvelée. Ce nouveau mode de scrutin nécessite un redécoupage des cantons dont le nombre est divisé par deux avec arrondi à l'unité impaire supérieure si ce nombre n'est pas entier impair, assorti de conditions de seuils minimaux. Dans la Guadeloupe, le nombre de cantons passe ainsi de 40 à 21. Le canton du Gosier est recréé par ce décret.
Il est formé d'une fraction de la commune du Gosier. Il est entièrement inclus dans l'arrondissement de Pointe-à-Pitre. Le bureau centralisateur est situé au Gosier.

## Représentation

### Représentation de 1951 à 1985
| Période | Période | Identité       | Étiquette   | Qualité                                                                                       |
| ------- | ------- | -------------- | ----------- | --------------------------------------------------------------------------------------------- |
| 1951    | 1965    | Raphaël Luce   | RPF-RS      | Maire du Gosier (1944-1965)                                                                   |
| 1965    | 1985    | Léopold Hélène | DVD UDR RPR | Médecin Maire du Gosier (1965-1989) Député (1968-1973) Elu en 1985 dans le Canton du Gosier-1 |

### Représentation depuis 2015
| Période élective | Période élective | Mandat | Mandat   | Identité                   | Nuance | Nuance | Qualité |
| ---------------- | ---------------- | ------ | -------- | -------------------------- | ------ | ------ | --- |
| 2015             | 2021             | 2015   | 2021     | Jacques Gillot             |        | DVG    | Médecin Sénateur (2011-2017) Ancien président du Conseil général (2001-2015) Ancien maire du Gosier (1989-2001) Ancien conseiller général du Canton du Gosier-1 (1993-2015), membre du GUSR |
| 2015             | 2021             | 2015   | 2021     | France-Lise Montout-Bernis |        | DVG    | Fonctionnaire territoriale au Gosier, membre du GUSR |
| 2021             | 2028             | 2021   | en cours | Catherine Joab             |        | DVG    | Chef d'entreprise, Le Gosier |
| 2021             | 2028             | 2021   | en cours | Patrice Pierre-Justin      |        | DVG    | Proviseur-adjoint, conseiller municipal du Gosier (groupe Gosier Générations Engagées) |

### Résultats détaillés

#### Élections de mars 2015
À l'issue du 1er tour des élections départementales de 2015, deux binômes sont en ballottage : Jacques Gillot et France-Lise Montout-Bernis (DVG, 58,94 %) et Cédric Cornet et Marie-Paule Fernandes-Moreira (Divers, 20,77 %). Le taux de participation est de 41,34 % (7 205 votants sur 17 427 inscrits) contre 44,45 % au niveau départemental et 50,17 % au niveau national.
Au second tour, Jacques Gillot et France-Lise Montout-Bernis (DVG) sont élus avec 57,04 % des suffrages exprimés et un taux de participation de 43,54 % (4 073 voix pour 7 589 votants pour 17 428 inscrits).

#### Élections de juin 2021
Le premier tour des élections départementales de 2021 est marqué par un très faible taux de participation (33,26 % au niveau national). Dans le canton du Gosier, ce taux de participation est de 21,78 % (4 021 votants sur 18 463 inscrits) contre 30,59 % au niveau départemental. À l'issue de ce premier tour, deux binômes sont en ballottage : Cyndia, Auberte Bordelais et Jean-Claude, Sulpice Christophe (Divers, 32,49 %) et Catherine Joab et Patrice Pierre-Justin (DVG, 31,47 %).
Le second tour des élections est marqué une nouvelle fois par une abstention massive équivalente au premier tour. Les taux de participation sont de 34,36 % au niveau national, 37,59 % dans le département et 28,66 % dans le canton du Gosier. Catherine Joab et Patrice Pierre-Justin (DVG) sont élus avec 51,98 % des suffrages exprimés (2 348 voix pour 5 293 votants et 18 466 inscrits),,. 

## Composition

### Composition avant 1985
Le canton du Gosier ne comprenait que la commune du Gosier.

### Composition depuis 2015
| Nom                               | Code Insee | Intercommunalité        | Superficie (km2) | Population (dernière pop. légale)                | Densité (hab./km2) | Modifier                                    |
| --------------------------------- | ---------- | ----------------------- | ---------------- | ------------------------------------------------ | ------------------ | ------------------------------------------- |
| Le Gosier (bureau centralisateur) | 97113      | CA La Riviéra du Levant | 45,20            | Fraction : 23 485 (2022) Commune : 27 205 (2022) | 602                | modifier les données · modifier les données |
| Canton du Gosier                  | 97108      |                         |                  | 23 485 (2022)                                    |                    | modifier les données                        |

Le canton du Gosier comprend désormais la partie de la commune du Gosier non incluse dans le canton des Abymes-3, soit celle située à l'extérieur d'un périmètre défini par l'axe des voies et limites suivantes : depuis la limite territoriale de la commune des Abymes, route de Cocoyer, route de la Bouaye, route de la Riviera (direction Ouest), route de Blanchard, jusqu'à la limite territoriale de la commune des Abymes.

## Démographie
En 2022, le canton comptait 23 485 habitants, en évolution de +1,55 % par rapport à 2016 (Guadeloupe : −2,67 %, France hors Mayotte : +2,11 %).
| 2013   | 2018   | 2022   |
| ------ | ------ | ------ |
| 23 188 | 23 129 | 23 485 |